# Balatonfenyves
Balatonfenyves là một thị trấn thuộc hạt Somogy, Hungary. Thị trấn này có diện tích 51,93 km², dân số năm 2010 là 1878 người, mật độ 36 người/km².